# Mahmoud Tebourski
Mahmoud Tebourski est un footballeur tunisien.

## Carrière
Il est le meilleur buteur du championnat de Ligue I avec treize buts marqués durant la saison 1978-1979. Il joue encore au club de l'Olympique du Kef en 1985.